# Turniej o Srebrny Kask 2004
Turniej o Srebrny Kask 2004 – rozegrany w sezonie 2004 turniej żużlowy z cyklu rozgrywek o „Srebrny Kask”, w którym mogli uczestniczyć zawodnicy do 21. roku życia. W rozegranym w Zielonej Górze finale zwyciężył Adrian Miedziński. Drugi był Zbigniew Suchecki, a trzecie miejsce zajął Łukasz Romanek.

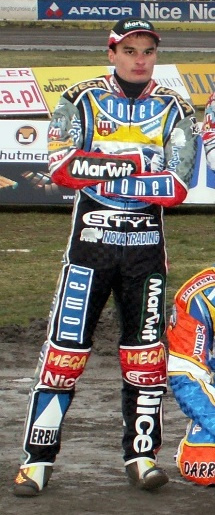
Adrian Miedziński - zdobywca SK 2004

## Finał
- 3 września 2004 r. (piątek), Zielona Góra

| Msc. | Zawodnik              | Klub                  | Pkt  |             |  |
| ---- | --------------------- | --------------------- | ---- | ----------- |  |
| 1    | Adrian Miedziński     | Apator Toruń          | 13+3 | (2,3,3,2,3) |  |
| 2    | Zbigniew Suchecki     | ZKŻ Zielona Góra      | 13+2 | (2,2,3,3,3) |  |
| 3    | Łukasz Romanek        | RKM Rybnik            | 13+1 | (3,2,3,2,3) |  |
| 4    | Krzysztof Kasprzak    | Unia Leszno           | 11   | (1,2,3,3,2) |  |
| 5    | Robert Miśkowiak      | WTS Wrocław           | 10   | (3,3,1,3,0) |  |
| 6    | Karol Ząbik           | Apator Toruń          | 9    | (d,3,2,3,1) |  |
| 7    | Michał Szczepaniak    | Włókniarz Częstochowa | 8    | (3,1,0,2,2) |  |
| 8    | Piotr Świderski       | WTS Wrocław           | 8    | (2,3,1,1,1) |  |
| 9    | Krzysztof Buczkowski  | GTŻ Grudziądz         | 6    | (2,0,2,0,2) |  |
| 10   | Marcin Rempała        | Unia Tarnów           | 5    | (0,1,d,1,3) |  |
| 11   | Ronnie Jamroży        | Kolejarz Opole        | 5    | (0,0,2,2,1) |  |
| 12   | Marcin Nowaczyk       | Kolejarz Rawicz       | 4    | (1,2,0,1,0) |  |
| 13   | Daniel Jeleniewski    | TŻ Lublin             | 4    | (t,1,0,1,2) |  |
| 14   | Michał Rajkowski      | Stal Gorzów Wlkp.     | 4    | (1,1,1,0,1) |  |
| 15   | Arkadiusz Kalwasiński | Apator Toruń          | 3    | (1,0,1,0,0) |  |
| 16   | Paweł Baran           | Unia Tarnów           | 0    | (w,-,-,-,-) |  |
|      | rez. Krystian Klecha  | Polonia Bydgoszcz     | 3    | (3,0,0)     |  |
|      | rez. Marcin Sekula    | Kolejarz Opole        | 0    | (0,0)       |  |
|      | Janusz Kołodziej      | Unia Tarnów           |      |             |  |